# Vlag van Niger

Vlag van Niger (ratio 6:7)

De vlag van Niger is een oranje-wit-groene driekleur met in het midden een oranje cirkel. De verhouding tussen de hoogte en breedte is 6:7, een nogal ongewone verhouding. De reden hiervan is onbekend. De vlag werd op 23 november 1959 aangenomen, een jaar voor de formele onafhankelijkheid van Frans-West-Afrika.

## Symboliek
De vlag van Niger werd kort voor de onafhankelijkheid geadopteerd. De oranje streep vertegenwoordigt de Sahara in het noorden en het groen symboliseert hoop en de graslanden van het zuiden. De witte streep in het midden vertegenwoordigt reinheid en de rivier de Niger; de oranje cirkel staat voor de zon en het lijkt op de Vlag van India

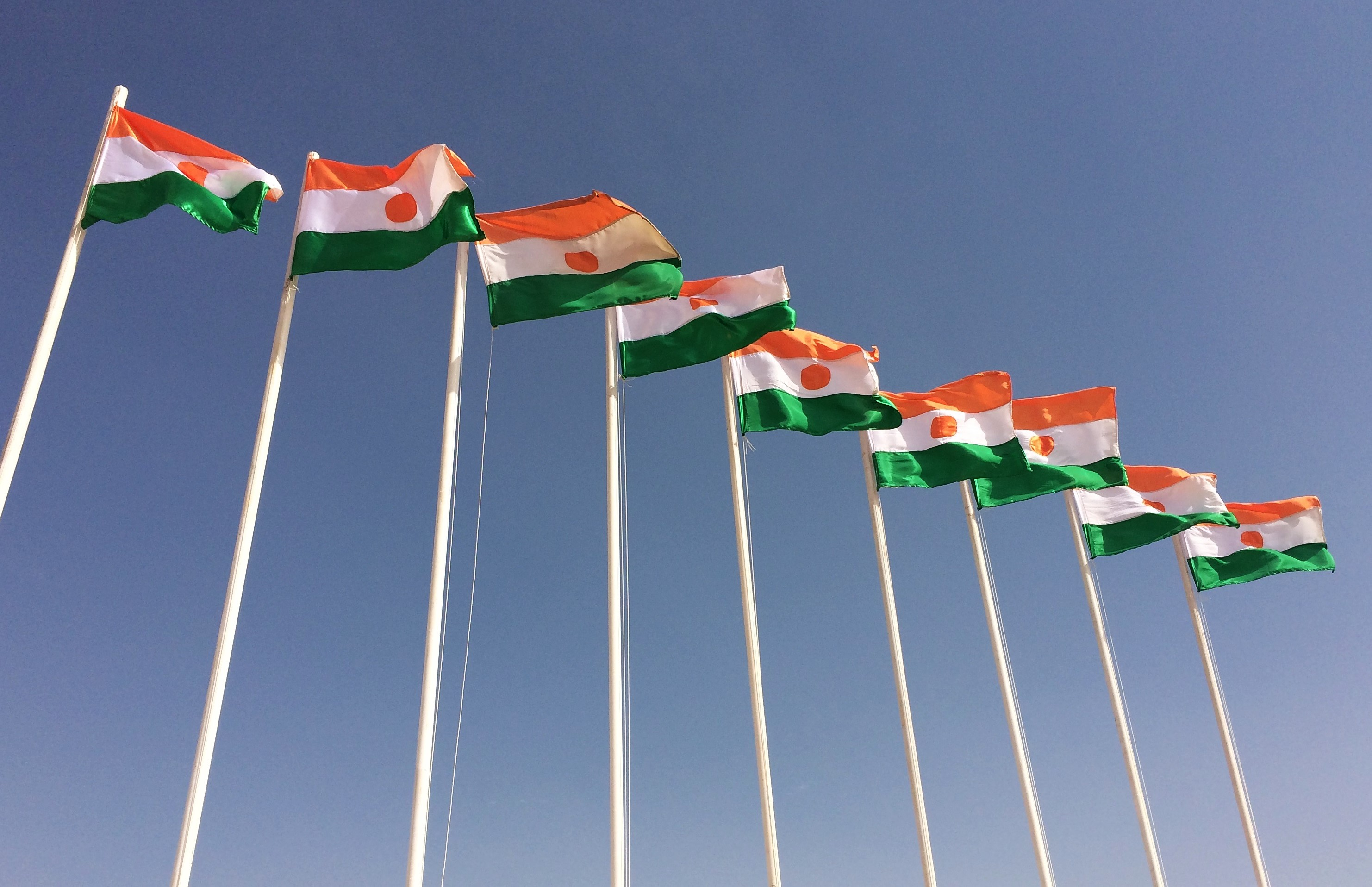
Vlaggen van Niger